# Steve Guolla
Stephen Guolla, dit Steve Guolla, (né le 15 mars 1973 à Scarborough, dans la province de l'Ontario au Canada) est un joueur professionnel retraité de hockey sur glace évoluant à la position de centre.

## Carrière
Réclamé en tant que choix supplémentaire par les Sharks de San José lors du repêchage de 1994 alors qu'il évolue pour les Spartans de Michigan State, club universitaire s'alignant dans la division Central Collegiate Hockey Association (CCHA) du championnat de la NCAA, Guolla poursuit avec ces derniers pour une saison de plus avant de devenir joueur professionnel en 1995. Il rejoint alors le club affilié aux Sénateurs dans la Ligue américaine de hockey, les Senators de l'Île-du-Prince-Édouard.
Malgré une première saison lucrative où il obtient 80 points en 72 rencontres, il est laissé sans protection au terme de la saison et s'entend alors avec les Sharks de San José, club avec qui il fait ses débuts dans la Ligue nationale de hockey. Il reste avec les Sharks durant les trois saisons qui suivent, partageant son temps de jeu entre les Sharks et leur club école de la LAH, les Thoroughblades du Kentucky, avant d'être échangé au Lightning de Tampa Bay au cours de la saison 1999-2000.
Soumis au ballotage par le Lightning après avoir pris part à 46 parties avec ceux-ci, il est réclamé par la nouvelle équipe de la ligue, les Thrashers d'Atlanta. Guolla reste avec eux pour une saison de plus avant de signer un contrat à titre agent libre avec les Devils du New Jersey. Il rejoint alors l'équipe affilié aux Devils, les River Rats d'Albany.
Alors que la LNH connait un lock-out en 2004-2005, Le joueur de centre quitte pour la Suisse, s'alignant avec le Kloten Flyers de la LNA. Il ne reste avec aux que pour une saison, rejoignant par la suite les Scorpions de Hanovre de la DEL, en Allemagne.
En 2006. Guolla quitte pour la Finlande où il s'aligne durant deux saisons avec le HIFK, puis se dirige vers l'Autriche pour une saison avant de revenir dans la SM-Liiga mais, cette fois, avec le Tappara Tampere. Après deux saisons passé avec l'organisation finnoise, il se retire de la compétition.

## Statistiques
| Saison     | Équipe                              | Ligue      |     | Saison régulière | Saison régulière | Saison régulière | Saison régulière | Saison régulière |    | Séries éliminatoires | Séries éliminatoires | Séries éliminatoires | Séries éliminatoires | Séries éliminatoires |
| Saison     | Équipe                              | Ligue      | PJ  | B                | A                | Pts              | Pun              | PJ               | B  | A                    | Pts                  | Pun                  |                      |                      |
| 1988-1989  | Red Wings de Toronto                | MTHL       | 25  | 14               | 20               | 34               |                  |                  |    |                      |                      |                      |                      |                      |
| 1989-1990  | Red Wings de Toronto                | MTHL       | 40  | 42               | 47               | 89               |                  |                  |    |                      |                      |                      |                      |                      |
| 1990-1991  | Raiders de Wexford                  | Ont Jr. B  | 44  | 34               | 44               | 78               | 34               | 12               | 12 | 16                   | 28                   |                      |                      |                      |
| 1991-1992  | Spartans de Michigan State          | CCHA       | 33  | 4                | 9                | 13               | 8                |                  |    |                      |                      |                      |                      |                      |
| 1992-1993  | Spartans de Michigan State          | CCHA       | 39  | 19               | 35               | 54               | 6                |                  |    |                      |                      |                      |                      |                      |
| 1993-1994  | Spartans de Michigan State          | CCHA       | 41  | 23               | 46               | 69               | 16               |                  |    |                      |                      |                      |                      |                      |
| 1994-1995  | Spartans de Michigan State          | CCHA       | 40  | 16               | 35               | 51               | 16               |                  |    |                      |                      |                      |                      |                      |
| 1995-1996  | Senators de l'Île-du-Prince-Édouard | LAH        | 72  | 32               | 48               | 80               | 28               | 3                | 0  | 0                    | 0                    | 0                    |                      |                      |
| 1996-1997  | Sharks de San José                  | LNH        | 43  | 13               | 8                | 21               | 14               |                  |    |                      |                      |                      |                      |                      |
| 1996-1997  | Thoroughblades du Kentucky          | LAH        | 34  | 22               | 22               | 44               | 10               | 4                | 2  | 1                    | 3                    | 0                    |                      |                      |
| 1997-1998  | Sharks de San José                  | LNH        | 7   | 1                | 1                | 2                | 0                |                  |    |                      |                      |                      |                      |                      |
| 1997-1998  | Thoroughblades du Kentucky          | LAH        | 69  | 37               | 63               | 100              | 45               | 3                | 0  | 0                    | 0                    | 0                    |                      |                      |
| 1998-1999  | Sharks de San José                  | LNH        | 14  | 2                | 2                | 4                | 6                |                  |    |                      |                      |                      |                      |                      |
| 1998-1999  | Thoroughblades du Kentucky          | LAH        | 53  | 29               | 47               | 76               | 33               |                  |    |                      |                      |                      |                      |                      |
| 1999-2000  | Lightning de Tampa Bay              | LNH        | 46  | 6                | 10               | 16               | 11               |                  |    |                      |                      |                      |                      |                      |
| 1999-2000  | Thrashers d'Atlanta                 | LNH        | 20  | 4                | 9                | 13               | 4                |                  |    |                      |                      |                      |                      |                      |
| 2000-2001  | Thrashers d'Atlanta                 | LNH        | 63  | 12               | 16               | 28               | 23               |                  |    |                      |                      |                      |                      |                      |
| 2001-2002  | River Rats d'Albany                 | LAH        | 68  | 25               | 35               | 60               | 27               |                  |    |                      |                      |                      |                      |                      |
| 2002-2003  | Devils du New Jersey                | LNH        | 12  | 2                | 0                | 2                | 2                |                  |    |                      |                      |                      |                      |                      |
| 2002-2003  | River Rats d'Albany                 | LAH        | 22  | 11               | 17               | 28               | 4                |                  |    |                      |                      |                      |                      |                      |
| 2003-2004  | River Rats d'Albany                 | LAH        | 7   | 2                | 3                | 5                | 0                |                  |    |                      |                      |                      |                      |                      |
| 2004-2005  | Kloten Flyers                       | LNA        | 12  | 4                | 9                | 13               | 4                |                  |    |                      |                      |                      |                      |                      |
| 2005-2006  | Scorpions de Hanovre                | DEL        | 36  | 11               | 14               | 25               | 22               | 10               | 5  | 6                    | 11                   | 25                   |                      |                      |
| 2006-2007  | HIFK                                | SM-Liiga   | 49  | 11               | 45               | 56               | 44               | 5                | 0  | 0                    | 0                    | 29                   |                      |                      |
| 2007-2008  | HIFK                                | SM-Liiga   | 50  | 14               | 25               | 39               | 40               | 7                | 1  | 1                    | 2                    | 4                    |                      |                      |
| 2008-2009  | HC TWK Innsbruck                    | ÖEL        | 44  | 19               | 27               | 46               | 47               | 6                | 1  | 1                    | 2                    | 6                    |                      |                      |
| 2009-2010  | Tappara Tampere                     | SM-Liiga   | 27  | 8                | 15               | 23               | 24               |                  |    |                      |                      |                      |                      |                      |
| 2010-2011  | Tappara Tampere                     | SM-Liiga   | 10  | 1                | 4                | 5                | 8                |                  |    |                      |                      |                      |                      |                      |
| Totaux LNH | Totaux LNH                          | Totaux LNH | 205 | 40               | 46               | 86               | 60               |                  |    |                      |                      |                      |                      |                      |

## Honneurs et trophées
- Central Collegiate Hockey Association
  - Nommé dans la deuxième étoile en 1994.
- Championnat de la NCAA
  - Nommé dans la deuxième étoile de l'Ouest des États-Unis en 1994.
- Ligue américaine de hockey
  - Nommé dans la deuxième étoile en 1998 et 1999.
  - Récipiendaire du trophée Les-Cunningham remis au meilleur joueur de la saison régulière en 1998.

## Transaction en carrière
- Repêchage 1994 : réclamé par les Sénateurs d'Ottawa (choix supplémentaire de l'équipe, 3e au total).
- 22 août 1996 : signe à titre d'agent avec les Sharks de San José.
- 4 août 1999 : échangé par les Sharks avec Bill Houlder, Shawn Burr et Andreï Ziouzine au Lightning de Tampa Bay en retour de Niklas Sundström et du choix de troisième ronde des Rangers de New York au repêchage de 2000 (choix acqui précédemment, les Sharks sélectionnent avec ce choix Igor Radoulov).
- 1er mars 2000 : réclamé au ballotage par les Thrashers d'Atlanta.
- 21 octobre 2001 : signe à titre d'agent libre avec les Devils du New Jersey.
- 27 novembre 2002 : rate la majorité des saisons 2002-2003 et 2003-2004 en raison d'une blessure au dos subi lors d'un match contre les Islanders de New York.
- 22 avril 2004 : signe à titre d'agent libre avec le Kloten Flyers.
- 25 novembre 2009 : signe à titre d'agent libre avec le Tappara Tampere.
- 28 décembre 2010 : se retire de la compétition.